# Лазар Апостолов
Лазар Апостолов, още Постолов или Апостольовски (на гръцки: Λάζαρος, Λάζος Αποστολίδης, Лазарос, Лазос Апостолидис, известен също като καπετάν Λάζος, капитан Лазос), е гъркомански андартски капитан от Западна Македония.

## Биография
Апостолов е роден в 1886 година в гъркоманско семейство в костурското село Жупанища, тогава в Османската империя, днес Левки, Гърция. Роднина е на гъркоманския свещеник Аргир Апостолов и двамата се поставят в услуга на ръководителя на гръцката пропаганда в Костурско - владиката Германос Каравангелис. Осъдени от ВМОРО, двамата са опростени от Васил Чекаларов, с когото ги свързват роднински връзки. През март 1902 година двамата са екстернирани в Атина. В 1903 година след Илинденско-Преображенското въстание Апостолов влиза в четата на костурския хайдушки войвода Аристидис Маргаритис, който по-късно се включва в борбата на гръцкия македонски комитет срещу българските чети на ВМОРО и с него взима участие в нападението на Езерец. По-късно става самостоятелен капитан. Заминава за Гърция, но през юни 1905 година отново влиза като гръцки капитан в Македония и заедно с критянина Илияс Делиянакис дава сражение край село Кондороби на четата на костурския войвода на ВМОРО Костандо Живков. Сражава се и с войводата Киряк Шкуртов, с Пандо Сидов при Изглибе на 4 февруари 1908 година и с Наум Петров при Мангила.
Ръководството на гръцкия комитет в Битоля, начело с Йон Драгумис, му възлага убийството на ръководителя на ВМОРО в Жупанища Нако Писицов през март 1907 година и на ръководителя на революционния комитет в Маняк Стерьо Довениотов.
Дейността на Лазар Апостолов продължава и след Младотурската революция в 1908 година. По време на Балканската война на 14 октомври 1912 година заедно с капитан Георгиос Макрис участва в спасяването на Богатско. В Ляпчища е поставен начело на отряд от 300 души и взима участие в Битката при Сятища. С четата си участва в овладяването на височините край Биглища и превземането на Корча на 6 декември 1912 година.
Участва и в гръцките операции в Северен Епир в 1916 г. и в битката с албанци при Москополе на 16 октомври 1916 година.
В 1960 година в Костур е издигнат негов бюст. Името му носи и улица в града.
- Печати на Лазар Апостолов
- По време на Балканската война в Корча, 6 декември 1912. В средата на 1 ред
- Писмо до Апостолов от Георгиос Цондос, 29 декември 1914 г.